# Макклементс, Лин
Линетт Велма Макклементс (англ. Lynette Velma McClements, в замужестве Маккензи, англ. McKenzie; ) — австралийская пловчиха, чемпионка летних Олимпийских игр 1968 года на дистанции 100 м баттерфляем, серебряный призёр в комбинированной эстафете 4×100 м в составе сборной Австралии.

## Биография
Линетт Велма Макклементс родилась в 1951 году. Она росла в Перте. Дядя Лин Лес Макклементс был игроком в австралийский футбол. В детстве Лин страдала астмой и занималась плаванием в медицинских целях. Сначала она занималась плаванием вольным стилем и на спине, в середине 60-х начала специализироваться в баттерфляе. Её тренером был Гарри Келли. В 16-летнем возрасте Макклементс начала заниматься с тренером Кевином Даффом. В то же время она хотела бросить тренировки, но дядя убедил её не делать этого.
Макклементс выиграла чемпионат страны на дистанции 100 м баттерфляем, после чего была выбрана для участия в Олимпийских играх. На летних Олимпийских играх 1968 года в Мехико 17-летняя Макклементс победила на дистанции 100 м баттерфляем, а также заняла второе место в комбинированной эстафете 4×100 м в составе сборной Австралии. Она принесла единственную золотую медаль женской команде Австралии по плаванию на Олимпийских играх 1968 года. 
В 1970 году Макклементс была дисквалифицирована, так как судьи посчитали, что она использовала запрещённый прием. В 21-летнем возрасте пловчиха завершила карьеру. Дочь Лин Жаклин Маккензи участвовала в летних Олимпийских играх 1992 года.
В 1991 году Лин Маккензи была включена в Зал Славы спорта Австралии.